# Episodi de I Borgia (serie televisiva francese) (terza stagione)
La terza ed ultima stagione della serie televisiva I Borgia, composta da quattordici episodi, è stata trasmessa in Francia per la prima volta dall'emittente Canal+ dal 15 settembre al 27 ottobre 2014.
In Italia, la stagione è andata in onda in prima visione sul canale satellitare Sky Atlantic dal 3 novembre al 15 dicembre 2014.
| nº | Titolo originale | Titolo italiano    | Prima TV Francia  | Prima TV Italia  |
| -- | ---------------- | ------------------ | ----------------- | ---------------- |
| 1  | 1495             | La congiura        | 15 settembre 2014 | 3 novembre 2014  |
| 2  | 1496             | Una nuova era      | 15 settembre 2014 | 3 novembre 2014  |
| 3  | 1497             | 1497               | 22 settembre 2014 | 10 novembre 2014 |
| 4  | 1498             | Sfide              | 22 settembre 2014 | 10 novembre 2014 |
| 5  | 1499             | Capro espiatorio   | 29 settembre 2014 | 17 novembre 2014 |
| 6  | 1500             | Indulgenza         | 29 settembre 2014 | 17 novembre 2014 |
| 7  | 1501             | La presa di Rimini | 6 ottobre 2014    | 24 novembre 2014 |
| 8  | 1502             | 1502               | 6 ottobre 2014    | 24 novembre 2014 |
| 9  | 1503, Part One   | La morte del papa  | 13 ottobre 2014   | 1º dicembre 2014 |
| 10 | 1503, Part Two   | Il tramonto        | 13 ottobre 2014   | 1º dicembre 2014 |
| 11 | 1504             | Oscurità           | 20 ottobre 2014   | 8 dicembre 2014  |
| 12 | 1505             | 1505               | 20 ottobre 2014   | 8 dicembre 2014  |
| 13 | 1506             | 1506               | 27 ottobre 2014   | 15 dicembre 2014 |
| 14 | 1507             | 1507               | 27 ottobre 2014   | 15 dicembre 2014 |

## Il tramonto
- Titolo originale: 1503, Part Two
- Diretto da: Metin Hüseyin

### Trama
Grazie all'appoggio dei cardinali spagnoli, il cardinale Francesco Nanni Todeschini-Piccolomini viene eletto Papa con il nome di Pio III; così Cesare può rientrare a Roma. Tuttavia Piccolomini soffre di gotta, dopo un mese dall'elezione l'aggravarsi delle sue condizioni lo conduce alla morte.
Il re di Francia invia lettere a Firenze e a Venezia annunciando che qualunque duca tenti di annettere i territori di Cesare verrà preso di mira dalla Francia. La minaccia fa sì che i nemici si ritirino dai suoi possedimenti. Cesare scopre che Della Rovere è suo padre.